# Chantaje contra una mujer
Chantaje contra una mujer (en los Estados Unidos, Experiment in Terror; en el Reino Unido, The Grip of Fear) es una película estadounidense de 1962 dirigida por Blake Edwards, con la actuación de Glenn Ford, Lee Remick, Stefanie Powers, Anita Loo y Ross Martin. El guion, de Mildred Gordon y Gordon Gordon, está basado en su novela de 1961 Operation Terror.
La película es la cuarta colaboración (de las 30 que harían) entre Henry Mancini y Blake Edwards.

## Argumento
Cuando Kelly Sherwood (Lee Remick), una joven empleada de banco, regresa a su domicilio en un barrio de San Francisco, es atacada por un desconocido que le exige que robe cien mil dólares del lugar donde trabaja. Si ella no accede a pagarle, él matará a su hermana Toby, secuestrada como rehén. Kelly contará con la ayuda de un agente del FBI (Glenn Ford), pero las pistas que aporta son muy escasas.

## Ficha técnica
- Productor asociado: Don Peters
- Montaje: Patrick McCormack
- Dirección artística: Robert Peterson
- Asistente de dirección: Sam Nelson
- Sonido: Lambert E. Day y Charles J. Rice
- Decorados James Crowe
- Maquillaje: Ben Lane

## Premios
- Ross Martin fue candidato al Globo de Oro al mejor actor de reparto.